# Karl von Brandenstein
Karl Herman Bernhard von Brandenstein (27 tháng 12 năm 1831 tại Potsdam – 17 tháng 3 năm 1886 tại Berlin) là một tướng lĩnh trong quân đội Phổ, đã từng tham gia cuộc Chiến tranh Áo-Phổ năm 1866 và Chiến tranh Pháp-Đức từ năm 1870 đến năm 1871. Ông là một trong những "á thần" của nhà chiến lược huyền thoại Helmuth von Moltke, hay nói cách khác là tay chân của vị "Thần" von Moltke.

## Tiểu sử
Brandenstein đã học tập trong đội thiếu sinh quân và vào ngày 28 tháng 4 năm 1849, ông gia nhập Trung đoàn Phóng lựu Cận vệ Hoàng đế Alexander số 1 với tư cách là lính cầm cờ (Portepeefähnrich) tại kinh đô Berlin, và vào tháng 12 năm 1850 ông được phong cấp sĩ quan. Kể từ năm 1855 cho đến năm 1858, ông học tại Trường Chiến tranh Tổng hợp (Allgemeine Kriegsschule). Vào ngày 2 tháng 3 năm 1862, ông được lên quân hàm Đại úy và giữ một chức đại đội trưởng. Cùng năm đó, ông trở thành một giảng viên tại trường Kriegsschule ở Potsdam và một thời gian ngắn sau, vào ngày 3 tháng 10 năm 1863, ông được bổ nhiệm làm sĩ quan tham mưu (Generalstabsoffizier) trong Sư đoàn số 16.
Vào tháng 12 năm 1865, ông được đổi làm sĩ quan tham mưu cho Bộ Tổng chỉ huy Quân đoàn VIII. Sau đó, ông tham gia cuộc Chiến tranh Áo-Phổ năm 1866 trong Bộ Chỉ huy tối cao của Binh đoàn Elbe (Elbarmee) và được thăng quân hàm Thiếu tá. Sau khi cuộc chiến tranh kết thúc, ông là sĩ quan của Bộ Tổng tham mưu trong Sư đoàn Đại Công quốc Hesse và đến tháng 6 năm 1868 ông được bổ nhiệm vào Bộ Tổng tham mưu.
Để chuẩn bị cho cuộc Chiến tranh Pháp-Đức (1870 – 1871), ông đã vạch ra kế hoạch cho Khoa Đường sắt (Eisenbahnabteilung) trong Bộ Tổng tham mưu. Nhờ tài năng tổ chức của ông, các lực lượng của Đức đã được vận chuyển với tốc độ nhanh chóng trên biên giới với Pháp. Trong quá trình diễn ra chiến tranh, ông ở trong Đại bản doanh của quân đội Đức và trở thành một trong những cộng sự thân cận nhất của Thống chế Moltke. Vào tháng 5 năm 1871, ông được bổ nhiệm làm Trưởng khoa Đường sắt.
Vào ngày 18 tháng 1 năm 1875, Brandenstein được phong quân hàm Đại tá và vào ngày 15 tháng 6 năm đó, ông được nhận cấp bậc và quyền hạn của một Lữ đoàn trưởng. Sau khi được thăng cấp Thiếu tướng, ông buộc phải nghỉ hưu vào tháng 5 năm 1876 vì vấn đề sức khỏe. Sau khi hồi phục sức khỏe, ông trở lại quân ngũ, được lên quân hàm Trung tướng và bổ nhiệm làm Sư trưởng của Sư đoàn số 31.
Vào ngày 3 tháng 11 năm 1884, Wilhelm I, Vua Phổ và Hoàng đế Đức, đã bổ nhiệm ông vào chức vụ chỉ huy của Quân đoàn Công binh.
Karl von Brandenstein từ trần vào ngày 17 tháng 3 năm 1886 ở kinh đô Berlin.